# گرینویچ (حوزه سرشماری)، نیوجرسی
گرینویچ (به انگلیسی: Greenwich) یک منطقهٔ مسکونی در ایالات متحده آمریکا است که در گرینویچ، نیوجرسی واقع شده‌است. گرینویچ ۲٫۳۴۹ کیلومتر مربع مساحت و ۲٬۷۵۵ نفر جمعیت دارد و ۱۱۸ متر بالاتر از سطح دریا قرار دارد.